# France I (navire météorologique)
Le France I est un navire météorologique spécialement conçu pour prendre des mesures de surface et aérologique à une position fixe dans l'océan Atlantique, pour le compte de l'Organisation météorologique mondiale. Il a été la propriété de Météo-France et en service de 1958 à 1985. Classé monument historique, il est aujourd'hui au Musée maritime de La Rochelle.

## Histoire
À la fin des années 1950, la France se dote de deux navires météorologiques stationnaires à vocation spécifiquement météorologique : France I et France II. Ces navires remplacent les trois frégates vieillissantes que sont les précédents navires stationnaires : Mermoz, Le Brix, Le Verrier, ainsi que le Laplace qui a coulé en 1950.  À partir de 1958, France I et France II se relayent avec d'autres navires météorologiques (Pays-Bas et Grande-Bretagne) pour effectuer des relevés aux points Kilo (45° N, 16° O), Alpha (62° N, 33° O) et Lima (52° 30′ N, 20° 00′ O). En 1975, la France abandonne le point Kilo pour le point Roméo tout proche (47° N, 17° O).
Le 31 décembre 1985, la France se retire du programme de navires stationnaires au profit de systèmes automatiques de radiosondages embarqués sur des porte-conteneurs qui font la liaison France-Antilles (armement CGM), et en utilisant de nouvelles sources d’observation, en provenance des avions de ligne (AMDAR) ou des nouvelles générations de satellites météorologiques. Le France I est racheté par un armateur grec en 1986, puis revendu en 1988 à la ville de La Rochelle qui le transforme en musée maritime. Il est classé monument historique le 24 février 2004.
Le France II est lui vendu en novembre 1989 à une entreprise de croisières  américaine.

## Mission
Outre sa mission d'observation météorologique, Le France I assurait également d'autres fonctions :
- analyses hydrologiques ;
- observations ornithologiques ;
- observations marines ;
- aide à la navigation aérienne ;
- instruction des élèves de l'école de la météorologie ;
- assistance aux navires et personnes en danger.